# 董國興
董國興（？—？），中國清朝官員，於1682年擔任福建巡撫，主要從事福建之軍政事務，品等約為二品。
| 前任： 吳興祚 | 福建巡撫 1682年上任 | 繼任： 金鋐 |